# Alien Hominid
Alien Hominid é um jogo para Gamecube, Xbox 360 (Xbox Live Arcade), Xbox e PlayStation 2, Playstation também disponível em versão flash pela internet, na qual o jogador controla um alien humanóide, amarelo, de baixa estatura, com anteninhas e uma mandíbula, provavelmente marciano em busca de sua nave.O jogo tem múltiplos reviews.

## Jogabilidade
Alien Hominid é um jogo de tiros side-scrolling semelhante a jogos como Metal Slug, em que um golpe mata instantaneamente e que permite jogar com dois jogadores em simultâneo. Os jogadores assumem o controlo do hominídeo titular, que tem de se defender de vagas de agentes secretos. O seu principal arsenal é um blaster, mas os jogadores também podem atacar inimigos próximos e usar um número limitado de granadas. Os movimentos avançados incluem rolar por baixo dos tiros, saltar e morder as cabeças dos inimigos, assustar temporariamente outros inimigos e escavar debaixo de terra para arrastar os inimigos consigo.
Os jogadores podem colecionar uma grande variedade de power-ups que simultaneamente dão aos jogadores granadas extra, um escudo e munições únicas. Os jogadores também podem conduzir veículos, andar em cima de um Yeti e pilotar um OVNI. Ao completar certas tarefas, os jogadores podem desbloquear chapéus para vestir o seu Hominid. O jogo principal tem dezasseis fases.

Para além do jogo principal, existem três modos multijogador (Challenge, Neutron Ball e Pinata Boss), um jogo PDA (com cerca de 200 níveis e um editor de níveis), um modo extra chamado All You Can Eat e um minijogo retro.